# Бјанконе (Л'Аквила)
Бјанконе (итал. Biancone) је насеље у Италији у округу Л'Аквила, региону Абруцо.
Према процени из 2011. у насељу је живело 15 становника. Насеље се налази на надморској висини од 531 м.